# Jørn Lier Horst
Jørn Lier Horst (Bamble, 27 febbraio 1970) è uno scrittore norvegese.

## Biografia
Nato nel 1970 a Bamble, vive e lavora con la moglie e due figli a Stavern, una piccola città nel comune di Larvik
Dopo gli studi di filosofia, psicologia e criminologia, ha lavorato per diversi anni a Larvik, nella contea di Vestfold, come ufficiale di polizia anziano.
Ha esordito nella narrativa gialla nel 2004 con la prima indagine del commissario William Wisting, una serie arrivata al 2018 al dodicesimo capitolo e premiata con i più importanti riconoscimenti del settore quali il Martin Beck Award nel 2014 per Jakthundene.

## Opere principali

### Serie William Wisting
- Nøkkelvitnet (2004)
- Felicia forsvant (2005)
- Når havet stilner (2006)
- Den eneste ene (2007)
- Nattmannen (2009)
- Bunnfall (2010)
- Bassa stagione (Vinterstengt, 2011), Milano, Rizzoli, 2016 traduzione di Massimo Gardella ISBN 978-88-17-08583-0.
- Jakthundene (2012)
- Hulemannen (2013)
- Blindgang (2015)
- Når Det Mørkner (2016)
- Katharina-koden (2017)

### Letteratura per l'infanzia

#### Detective Agency No. 2
- Operasjon Tordensky (2013)
- Operasjon Mørkemann (2013)
- Operasjon Solnedgang (2013)
- Operasjon Påskelilje (2014)
- Operasjon Sommerøya (2014)
- Operasjon Vindkast (2014)
- Operasjon Bronseplass (2015)
- Jakten på Kaptein Kroghs gull (2015)
- Operasjon Plastpose (2015)
- Operasjon Sirkus (2016)
- Jakten på Jungelens Dronning (2016)
- Operasjon Spøkelse (2016)
- Operasjon Sjørøver (2017)
- Jakten på Tyven-tyven (2017)
- Operasjon Mumie (2017)
- Detektivhåndboken (2017)
- Operasjon Skipsvrak (2018)

#### Serie Clue
- Il mistero della salamandra (Salamandergåten, 2012), Milano, Salani, 2020 traduzione di Lucia Barni ISBN 978-88-310-0245-5.
- Il mistero dell'orologio (Maltsergåten, 2012), Milano, Salani, 2021 traduzione di Lucia Barni ISBN 978-88-3100-406-0.
- Il mistero sott'acqua (Undervannsgåten, 2013), Milano, Salani, 2023 traduzione di Lucia Barni ISBN 978-88-3101-802-9.
- Gravrøvergåten (2013)
- Libertygåten (2014)
- Esmeraldgåten (2014)
- Rivertongåten (2014)
- Hodeskallegåten (2016)
- Ulvehundgåten (2016)

## Alcuni riconoscimenti
- Norwegian Booksellers' Prize: 2011 per Bassa stagione
- Premio Riverton: 2012 per Jakthundene
- Glasnyckeln: 2013 per Jakthundene
- Martin Beck Award: 2014 per Jakthundene